# Georgsøen
Georgsøen (Lake George) eller Dwerusøen (Lake Dweru) er en lavvandet sø i det sydvestlige Uganda; den ligger direkte på ækvator. Der bor næsten 350.000 mennesker i området omkring søen.
0°0.37′S 30°12′Ø / 0.00617°S 30.200°Ø
|  | Infoboks uden skabelon Denne artikel har en infoboks dannet af en tabel eller tilsvarende. |